# Jana Czeczinkarová
Jana Czeczinkarová, née le 25 juillet 1997 à Kolín est une coureuse cycliste tchèque, spécialiste du cyclo-cross et du VTT.

## Palmarès en cyclo-cross
- 2015-2016
  - Toi Toi Cup #5, Louny
  -  Médaillée de bronze du championnat d'Europe de cyclo-cross espoirs
- 2016-2017
  -  Médaillée de bronze du championnat d'Europe de cyclo-cross espoirs
- 2018-2019
  - Grand Prix Trnava, Trnava
  - Toi Toi Cup #5, Kolín
  - Grand Prix Topoľčianky, Topoľčianky
  - 2e du championnat de République tchèque de cyclo-cross
  - 4e du championnat d'Europe de cyclo-cross espoirs